# Новгородский троллейбус
Новгородский троллейбус — первая троллейбусная система России, открытая после распада СССР. В городе в разное время действовало пять троллейбусных маршрутов. Троллейбусные линии обслуживаются одним троллейбусным депо, в качестве которого приспособлена территория местного автобусного парка.
До 2012 года предприятие входило в состав Муниципального унитарного предприятия Пассажирского автотранспорта-2. Согласно Постановлению Администрации Великого Новгорода от 28 марта 2012 года № 1171 МУП ПАТ-2 было реорганизовано путём выделения муниципального унитарного предприятия Великого Новгорода «Троллейбусное депо». С 21 июня 2012 года МУП «ТД» является самостоятельным юридическим лицом. С марта 2013 года троллейбусное депо стало ОАО. На основании приказа Комитета по управлению муниципальным имуществом Администрации Великого Новгорода № 419 от 21 апреля 2014 года, ОАО «Троллейбусное депо» реорганизовано, в форме присоединения к ОАО «Автобусный парк».

## История

### 1980-е — 2000-е годы
Планирование троллейбусной сети в Новгороде началось в конце 1970-х — начале 1980-х гг. Строительные работы начались в 1984 г. на площадке троллейбусного депо, но продвигалось с задержками. Согласно Генеральному плану Новгорода от 1988 г. предполагалось внутригородское троллейбусное сообщение протяженностью 30 км. Планировалось, что от центра Псковского жилого района троллейбусная линия пройдет по улицам Солецкой, Мерецкова, Горького (сейчас улица Газон), Дмитриевской (сейчас Великая) и далее Ленинградской улице (сейчас Большая Санкт-Петербургская) до промышленной зоны. Второй очередью планировалось связать проспект Мира с Химкомбинатом «Акрон» и по Колмовскому мосту с Деревяницами. В итоге к 1990 г. удалось достроить в черне только троллейбусное депо на Рабочей ул. д.15 и провести частичную установку опор контактной сети на трассах первой очереди и к депо, после чего строительство было приостановлено.
Вновь возобновлено в 1993—1994 гг., при техническом содействии управления троллейбуса Вологды. Специалисты из Вологды навесили контактную сеть и подготовили водителей троллейбусов и техников. За период приостановки строительства почти построенное троллейбусное депо было приватизировано частными лицами и переделано под производственный объект. Для обслуживания троллейбусов в итоге было принято решение задействовать существующий автобусный парк, где навесили троллейбусную контактную сеть и организовали троллейбусное отделение.
Движение троллейбусов по первому городскому маршруту началось 3 декабря 1995 года. Этот маршрут (Троллейбусное депо — Б. Санкт-Петербургская улица — проспект Александра Корсунова — проспект Мира — улица Нехинская) имел длину 17,2 километра, открывали движение несколько троллейбусов ЗиУ-9.
Летом 1998 года начали действовать ещё два маршрута — № 2 (Троллейбусное депо — Б. Санкт-Петербургская улица — улица Германа — ж/д вокзал) и № 3 (улица Нехинская — проспект Мира — проспект Александра Корсунова — Б. Санкт-Петербургская улица — ж/д вокзал). К их открытию в 1998 году в город дополнительно поступило 10 троллейбусов Skoda-ВМЗ-14Tr вологодской сборки. К 2005 году количество маршрутов достигло пяти, их общая протяжённость — до 36,5 км.

### 2010-е годы
В 2012 году было объявлено об убыточности новгородского троллейбусного парка — по словам мэра города Ю. И. Бобрышева, убытки депо составляют 4—5 млн рублей в месяц. В связи с изношенностью парка даже вставал вопрос о полном закрытии троллейбусного движения. В 2013 году Думой Великого Новгорода принято решение о приватизации троллейбусного депо и выделении его из состава главного городского перевозчика МУП ПАТ-2 в самостоятельную организацию. Планировалось, что приватизация депо позволит привлечь инвестора, способного провести модернизацию троллейбусного парка и расширение существующих контактных сетей. Велись переговоры о приобретении депо с компаниями «Транс-Альфа» из Вологды и «ТролЗа» из города Энгельса Саратовской области.
Однако выделение троллейбусного депо в самостоятельную организацию не дало желаемых результатов, с инвесторами — иногородними троллейбусными предприятиями договориться также не удалось, и на основании приказа Комитета по управлению муниципальным имуществом Администрации Великого Новгорода № 419 от 21 апреля 2014 года, ОАО «Троллейбусное депо» было вновь присоединено к МУП ПАТ-2, преобразованному к тому времени в ОАО «Автобусный парк».
С 1 января 2015 года 100 % акций ОАО «Автобусный парк», а также МУП «Центральная диспетчерская служба общественного транспорта» (МУП «ЦДС ОТ») перешли из собственности Великого Новгорода в собственность Новгородской области. Вместе с ними к области перешло и ведение городским общественным транспортом Великого Новгорода. В апреле-мае 2015 года областные власти провели оптимизацию маршрутной сети городского пассажирского транспорта, которая коснулась и троллейбусного движения. В апреле 2015 года проводился эксперимент по замене троллейбусов по выходным дням автобусами, следующими по тем же маршрутам; в дальнейшем планировалось заменить троллейбусы автобусами по рабочим дням после 19:00 и по выходным в течение всего дня. Однако в итоге от этих планов отказались.
С 11 июня 2015 года в рамках оптимизации маршрутной сети были отменены троллейбусные маршруты № 4 и № 5, которые к тому времени обслуживались всего одной машиной на два маршрута (маршрут № 4 был парковым рейсом для единственного троллейбуса, обслуживавшего маршрут № 5). В результате перестал использоваться в регулярном движении участок контактной сети по проспекту Корсунова от проспекта Мира до посёлка Григорово. На оставшихся троллейбусных маршрутах № 1, № 2 и № 3 было сокращено количество рейсов (особенно на маршруте № 2). В результате троллейбусные маршруты № 2 и № 3 возят в основном случайных пассажиров, ибо с вокзала на Большую Санкт-Петербургскую улицу гораздо быстрее уехать на автобусе № 9 и № 101, хотя троллейбус идёт кратчайшей дорогой через улицу Германа, а автобусы идут в объезд через центр (впрочем, очень часто на выезде с улицы Германа на Большую Санкт-Петербургскую выехавший позднее троллейбус нагоняет автобус). Популярным среди пассажиров остаётся троллейбусный маршрут № 1, не дублируемый никакими автобусными маршрутами.
В конце 2018 года в город поступили 13 троллейбусов из Санкт-Петербурга, тем самым парк частично обновился.
С 1 сентября 2019 года возобновлено движение троллейбусов по маршрутам 4 и 5 в Григорово, но только в будние дни. Работает поочередно одна машина.
В начале 2021 года в троллейбусное депо прибыли 4 троллейбуса из Москвы марки ТролЗа-5265.00 «Мегаполис», всего ожидается поставка 10 таких троллейбусов.
В июле 2022 года прекращено движение троллейбусов по маршрутам № 4, 5.

## Маршрутная сеть

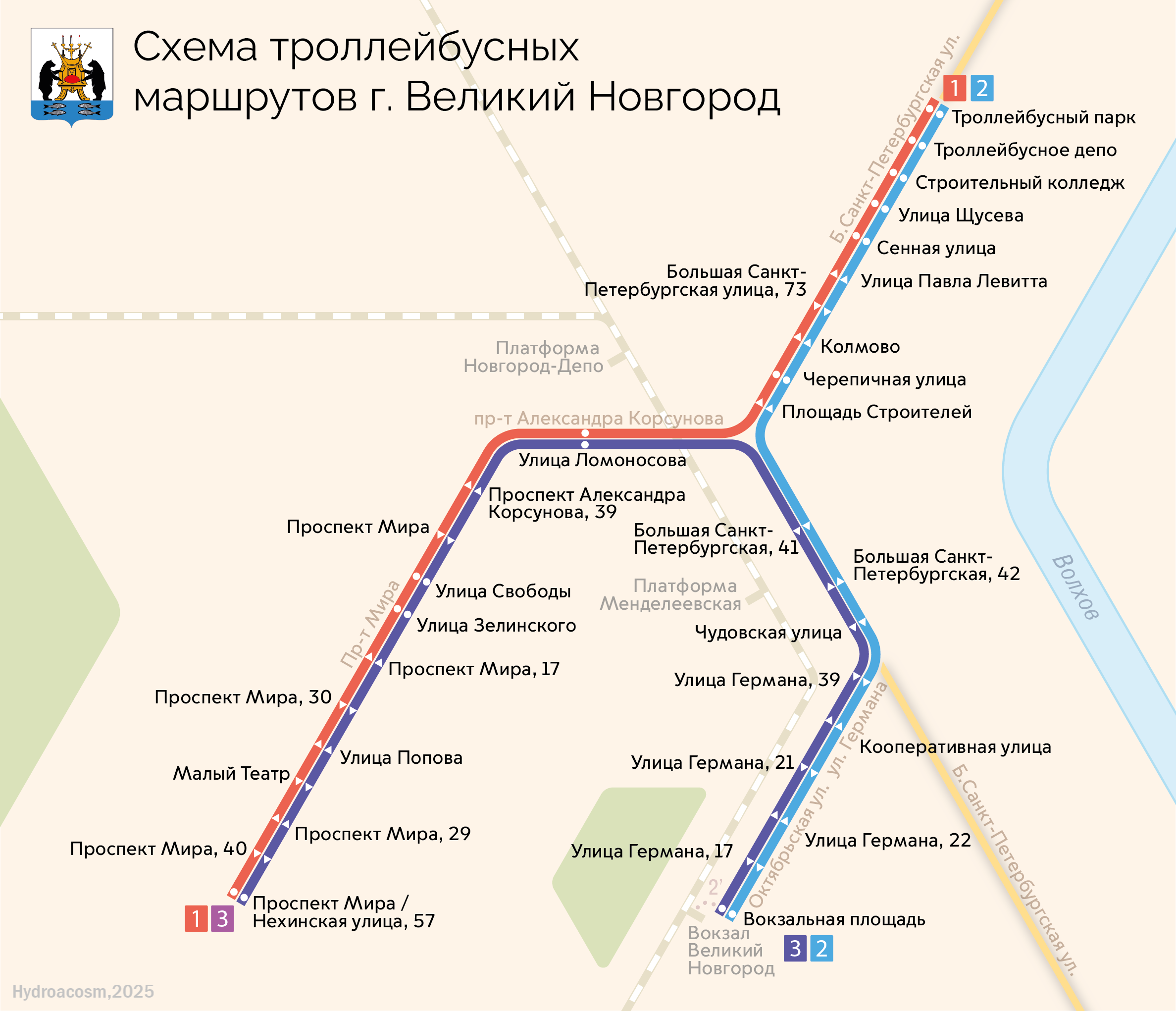
Схема троллейбусных маршрутов г. Великий Новгород

### Действующие маршруты
- 1 — Троллейбусное депо — Бол. Санкт-Петербургская ул. — пр. А.Корсунова — пр. Мира — ул. Нехинская
- 2 — Троллейбусное депо — Бол. Санкт-Петербургская ул. — ул. Германа — Ж/Д Вокзал (Только по будням)
- 3 — Ул. Нехинская — пр. Мира — пр. А. Корсунова — ул. Германа — Ж/Д Вокзал

## Перспективы развития

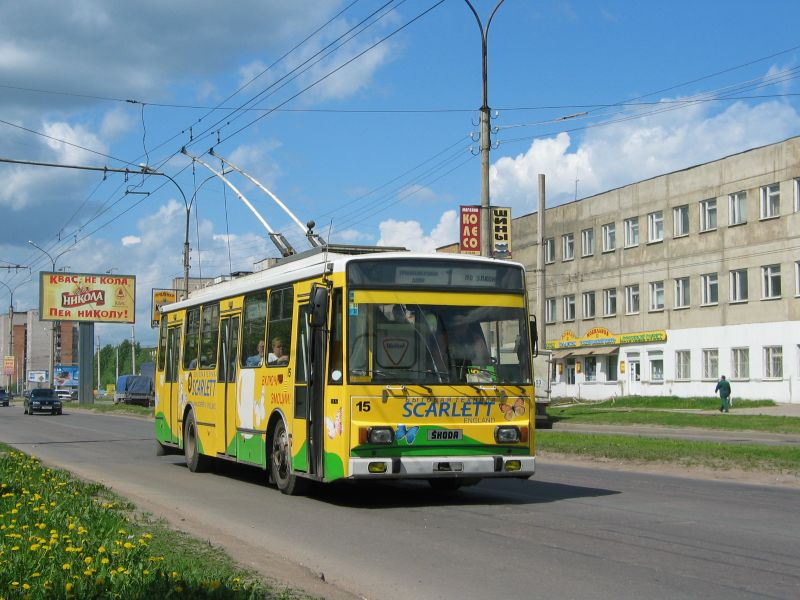
Троллейбус Skoda-ВМЗ-14Tr #15

Вскоре после открытия троллейбусного движения в 1995 г. было объявлено о планах провести троллейбусную линию в Псковский жилой район, организовать движение по улицам Державина и Большой Московской, а также провести линии в поселки Сырково и Волховский. Была даже начата замена столбов на пути в поселок Волховский с целью монтажа контактной сети (столбы сохранились до сих пор). Однако затем эти работы были остановлены.
В генеральном плане города, принятом в 2009 году, отражены планы по расширению троллейбусной сети. В частности, планируется организация движения через Колмовский и Деревяницкий мосты в планируемый Деревяницкий район.

## Подвижной состав
По состоянию на 2022 год в Великом Новгороде эксплуатируются 33 троллейбуса (один — учебный), из них на линию каждый день выходит 29 машин. 
Используются следующие типы троллейбусов:
- ЗиУ-682 КР Иваново (1 единица, № 5) (модификация ЗиУ-9)
- ЗиУ-682Г-016 (1 единица, № 43)
- Skoda-ВМЗ-14Tr (ВМЗ) (5 единиц, № 16, 18, 20, 23, 24)
- ЛиАЗ-52803 (2 единицы, № 54, 55)
- ВМЗ-5298-020 (3 единицы, № 41, 52, 53)
- ВМЗ-5298-20 (2 единица, № 42, 51)
- ВМЗ-170 (2 единицы, № 47, 50)
- ВМЗ-5298.00 (ВМЗ-375) (4 единицы, № 43-46, 49)
- ТролЗа-5265 (10 единиц, переданы из Москвы)

Подавляющее большинство троллейбусов города являются физически и морально устаревшими и требуют замены. Также все используемые в настоящий момент в городе троллейбусы, кроме ТролЗа-5265, имеют высокий уровень пола со ступеньками на входе, что затрудняет доступ к ним маломобильных групп населения и делает невозможным провоз инвалидов-колясочников.